# Neuartige Sanitärsysteme
Neuartige Sanitärsysteme (NASS) bezeichnet innovative kreislauforientierte Abwasserlösungen, mit dem Ziel der Wiederverwendung von Wasser- und (Nähr-)Stoffströmen. Neuartige Sanitärsysteme beruhen auf einer Trennung von Wasserströmen, die im konventionellen System gemischt sind. Es werden gemeinhin 2-Stoffstrom-Systeme (Grauwasser, Schwarzwasser) und 3-Stoffstrom-Systeme (Grauwasser, Gelbwasser, Braunwasser) unterschieden. 3-Stoffstrom-Systeme können etwa durch die Verwendung von Trenntoiletten erreicht werden, die den Urin vom Kot getrennt auffangen.
Die Neuartigen Sanitärsysteme zielen nicht alleine auf die bessere Verwertung von Abwasserinhaltsstoffen (wie Nährstoffe und organische Stoffe), sondern auch auf die Steigerung der Ressourceneffizienz der Kanalisations- bzw. Kläranlagensysteme. Sie werden in der deutschen Siedlungswasserwirtschaft intensiv innerhalb der zuständigen wissenschaftlich-technischen Fachvereinigung DWA diskutiert, insbesondere vom Fachausschuss KA-1 und seinen Arbeitsgruppen.
Neuartige Sanitärsysteme erlauben
- die Nutzung oder Wiederverwertung von Stoff- und Wasserströmen im jeweils betrachteten Einzugsgebiet,
- die Bereitstellung kosteneffizienter Alternativen zu bestehenden Systemen,
- das Angebot zur Ergänzung der konventionellen Wasserversorgungs- und Abwasserbeseitigungssystem
- die Darstellung einer erweiterten Verfahrenspalette (auch für den Einsatz im Ausland).[1]

Neuartige Sanitärsysteme werden mittlerweile nicht mehr nur im Modellmaßstab umgesetzt, sondern auch auf Quartiersebene (z. B. in Hamburg (Jenfelder Au) und in Qingdao). Technische Normen der DWA sind in Vorbereitung.